# XXX텐타시온
쟈세 드웨인 리카르도 온프로이(영어: Jahseh Dwayne Ricardo Onfroy, 1998년 1월 23일 ~ 2018년 6월 18일)는 예명 XXX텐타시온(XXXTENTACION)으로 더 잘 알려진 미국의 래퍼 및 가수였다.
2018년 6월 18일 오후 3시 56분, 플로리다주 디어필드비치의 한 모터사이클 가게에서 모터사이클을 구경한 후에 자신의 차를 몰고 자선행사에 가던 도중 검은색 닷지 저니 SUV 차량이 자신의 차를 가로막는다. 이후, 5만 달러가 들어있는 루이비통 가방을 노린 2인조 무장강도의 총격을 받고 병원으로 옮겨졌으나 오후 5시 30분에 사망하였다.

## 디스코그래피
정규 음반
- 17 (2017)
- ? (2018)
- Skins (2018)
- Bad Vibes Forever (2019)
- Members Only, Vol. 4 (2019)

## 투어 및 콘서트
- 더 리벤지 투어 (2017)[10]
- 어 헬핑 핸드 콘서트 (2018)[11]

## 수상 및 후보
| 시상식               | 연도 | 후보        | 부문                      | 결과 | 각주   |
| -------------------- | ---- | ----------- | ------------------------- | ---- | ------ |
| 아메리칸 뮤직 어워드 | 2018 | XXX텐타시온 | 올해의 신인 아티스트      | 후보 | [ 12 ] |
| 아메리칸 뮤직 어워드 | 2018 | 17          | 페이버릿 R&B 음반         | 수상 | [ 12 ] |
| BET 힙합 어워드      | 2018 | XXX텐타시온 | 최우수 신인 힙합 아티스트 | 수상 | [ 13 ] |
| 빌보드 뮤직 어워드   | 2018 | 17          | 탑 R&B 음반               | 후보 | [ 14 ] |